# Erich Schmidt-Eenboom
Erich Schmidt-Eenboom (* 23. November 1953 in Leer (Ostfriesland)) ist ein deutscher Sachbuchautor mit dem Schwerpunkt Nachrichtendienste.

## Leben
Schmidt-Eenboom wuchs in Leer auf und besuchte das dortige Gymnasium für Jungen. Er war von 1973 bis 1985 Offizier und Soldat auf Zeit der Bundeswehr. An der Helmut-Schmidt-Universität/Universität der Bundeswehr Hamburg studierte er Neuere Geschichte sowie Pädagogik und schloss das Studium als Sozialpädagoge ab. 1985 wurde er Geschäftsführer des von Alfred Mechtersheimer gegründeten Forschungsinstituts für Friedenspolitik e. V. in Starnberg. 1990 wurde er dort als Nachfolger von Mechtersheimer Vorsitzender. 1992 verlegte er den Sitz des Instituts zu seinem Wohnsitz in Weilheim in Oberbayern.
Schmidt-Eenboom trat als Autor zahlreicher Bücher und Beiträge zum Thema Sicherheitspolitik und Nachrichtendienste in Erscheinung und gilt dazu auch als gefragter Interviewpartner. 2005 stellte sich heraus, dass er durch den Bundesnachrichtendienst (BND) von 1993 bis etwa 1998 überwacht wurde, was zum Journalisten-Skandal des BND führte. Auslöser für die Überwachung war offensichtlich sein 1993 erschienenes Buch Der BND. Der Focus berichtete 2006, der BND habe Schmidt-Eenboom mehrmals kleinere Spenden für sein Forschungsinstitut zukommen lassen, und er sei unter den Decknamen „März“ und „Gladiator“ beim BND als Quelle erfasst gewesen. Im Gegenzug habe er einem BND-Kontaktmann im Juli 1997 kopierte Dokumente eines verstorbenen Stasi-Spions zur Auswertung überlassen. Schmidt-Eenboom will nach eigener Einschätzung stets die notwendige Distanz zum BND gewahrt haben, er habe nie Informanten verraten und sich nur ab und an mit dem BND auf „ein Katz-und-Maus-Spiel eingelassen“.
Der „Schäfer-Bericht“ beschäftigt sich unter dem Decknamen „Journalist T“ mit Schmidt-Eenbooms Beziehung zum BND bis zu dessen Arbeit für diesen.

## Bücher

### Undercover – Wie der BND die deutschen Medien steuert (1998)
Das Buch befasst sich hauptsächlich mit 230 Journalisten, zu denen der BND Kontakt gehabt haben soll. Darunter befinden sich Michael Naumann, Marion Gräfin Dönhoff, Henri Nannen, Peter Boenisch, Karl Holzamer, Mainhardt Graf von Nayhauß-Cormons, Gerhard Löwenthal und Walther Steigner. Die Daten beruhen auf einem BND-Dokument mit dem Titel „BND-Presse-Sonderverbindungen“ von 1970 und sind in drei Gruppen unterteilt, von „voll tragfähigen Kontakten“ bis „Zufallskontakten“. Marion Gräfin Dönhoff erklärt in dem Buch, dass sie mit dem Begriff „BND-Presse-Sonderverbindungen“ nichts anfangen könne. Sie sei jedoch gelegentlich von einem BND-Mitarbeiter besucht worden. Die Gespräche seien „so, wie man mit irgendeinem Fremden, der eine Zeitung besucht, spricht, ohne dass es dabei um erhebliche Probleme geht“ gewesen.
In ihrer Rezension in Telepolis schrieb Christiane Schulzki-Haddouti am 24. August 1998, Schmidt-Eenboom zeichne in seinem Buch fast jede Spielart der bewussten und unbewussten Kooperation nach. Besonders bemerkenswert fand sie, dass auch „linksintellektuelle Kreise“ in der Zeit des Kalten Krieges für nachrichtendienstliche Zwecke benutzt worden seien. So sei etwa die Internationale Gesellschaft für Menschenrechte in Frankfurt über eine von der Central Intelligence Agency und dem BND finanzierte Einrichtung gegründet worden und habe einige von der Linken unterstützte Kampagnen lanciert. Schmidt-Eenboom weise darauf hin, dass das Thema Menschenrechte als „wesentlicher Hebel zur inneren Destabilisierung osteuropäischer Zwangssysteme“ genutzt worden sei. Insgesamt urteilt die Rezensentin, besteche das Buch durch eine Fülle von Details, in einigen Punkten bleibe es leider an der Oberfläche. „Es bietet Ansatzpunkte für weitere Forschungsarbeiten sowie Anregungen für kritische Biographien.“

### Geheimdienst, Politik und Medien (2004)
Im Jahr 2004 erschien mit Geheimdienst, Politik und Medien im Kai Homilius Verlag ein Nachfolgeband. Darin beschäftigt sich Schmidt-Eenboom erneut mit der „Verquickung von BND und Medien“. Klaus Eichner, ehemaliger stellvertretender Abteilungsleiter in der Hauptverwaltung A des Ministeriums für Staatssicherheit der DDR, bewertete die Publikation im Neuen Deutschland als „ein spannendes, kurzweiliges, lehrreiches und informatives Buch“. Er hob besonders hervor, dass Schmidt-Eenboom Zugriff auf das Privatarchiv des früheren BND-Vizepräsidenten Dieter Blötz sowie den Nachlass des ehemaligen Präsidenten des Bundesverfassungsschutzes Günther Nollau gehabt habe und daher „außergewöhnliches und authentisches Faktenmaterial offerieren“ habe können.

## Publikationen (Auswahl)
- mit Barbara Dietrich: Wiesbaden – Eine Analyse der militärischen Strukturen in der hessischen Landeshauptstadt – Erweiterte Fassung der gutachterlichen Stellungnahme für die Landeshauptstadt Wiesbaden. Informationsbüro für Friedenspolitik, Starnberg 1987, ISBN 3-924011-09-5.
- Der BND: Schnüffler ohne Nase – die unheimliche Macht im Staate. 2. Auflage. ECON Verlag, Düsseldorf, Wien, New York, Moskau 1993, ISBN 978-3-430-18004-7.
- Die schmutzigen Geschäfte der Wirtschaftsspione. zusammen mit Jo Angerer, ECON Verlag 1994, ISBN 3-430-18007-4.
- Der Schattenkrieger, Klaus Kinkel und der BND. ECON Verlag, Düsseldorf 1995, ISBN 3-430-18014-7.
- Undercover – Wie der BND die deutschen Medien steuert. Droemer-Knaur, München 1999, ISBN 3-426-77464-X.
- Nachrichtendienste im Anti-Terror-Krieg. In: Arnold Schölzel (Hrsg.): Das Schweigekartell – Fragen & Widersprüche zum 11. September. Kai Homilius Verlag, Berlin 2002, ISBN 3-89706-892-3, S. 61–84.
- Geheimdienst, Politik und Medien – Meinungsmache Undercover. Kai Homilius Verlag, Berlin 2004, ISBN 3-89706-879-6.
- BND – der deutsche Geheimdienst im Nahen Osten – geheime Hintergründe und Fakten. Herbig, München 2007, ISBN 978-3-7766-8010-2.
- mit Matthias Ritzi: Im Schatten des Dritten Reiches – Der BND und sein Agent Richard Christmann. Ch. Links Verlag, Berlin 2011, ISBN 978-3-86153-643-7.
- mit Ulrich Stoll: Die Partisanen der NATO – Stay-Behind-Organisationen in Deutschland, 1946–1991. Ch. Links Verlag, Berlin 2015, ISBN 978-3-86153-840-0.
- mit Christoph Franceschini & Thomas Wegener Friis: Spionage unter Freunden – Partnerdienstbeziehungen und Westaufklärung der Organisation Gehlen und des BND. Ch. Links Verlag, Berlin 2017, ISBN 978-3-86153-946-9.